# William Nelson Pendleton

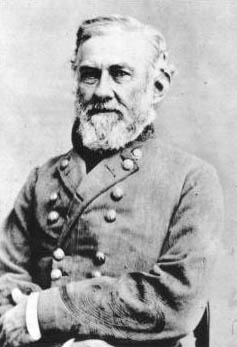
William Nelson Pendleton.

William Nelson Pendleton, född 26 december 1809 i Richmond, Virginia, död 15 januari 1883 i Lexington, Virginia, var en amerikansk präst, militär och general i sydstatsarmén.
Pendleton examinerades från militärakademin i West Point år 1830, där han blev bekant med Robert E. Lee och anslöt sig till episkopalkyrkan. Tre år senare lämnade han armén och påbörjade präststudier. År 1838 prästvigdes han och år 1853 blev han kyrkoherde för Grace Kyrka i Lexington, en tjänst han innehade fram till sin död, med undantag för krigsåren.
Vid amerikanska inbördeskrigets utbrott blev Pendleton kapten för ett artilleribatteri. Han befordrades till överste i sydstatsarmén och artillerichef för Potomacarmén under Joseph E. Johnston och utnämndes den 22 mars 1862 till brigadgeneral. 
Han insjuknade i malaria under Peninsulakampanjen och kom att få återkommande återfall. De sista två krigsåren utförde han mest administrativa uppgifter och var en skicklig organisatör, bland annat skapade han arméns artillerireserv.
Efter kriget återvände Pendleton till Lexington och återupptog tjänsten som kyrkoherde för Grace Kyrka.